# Budova California Academy of Sciences

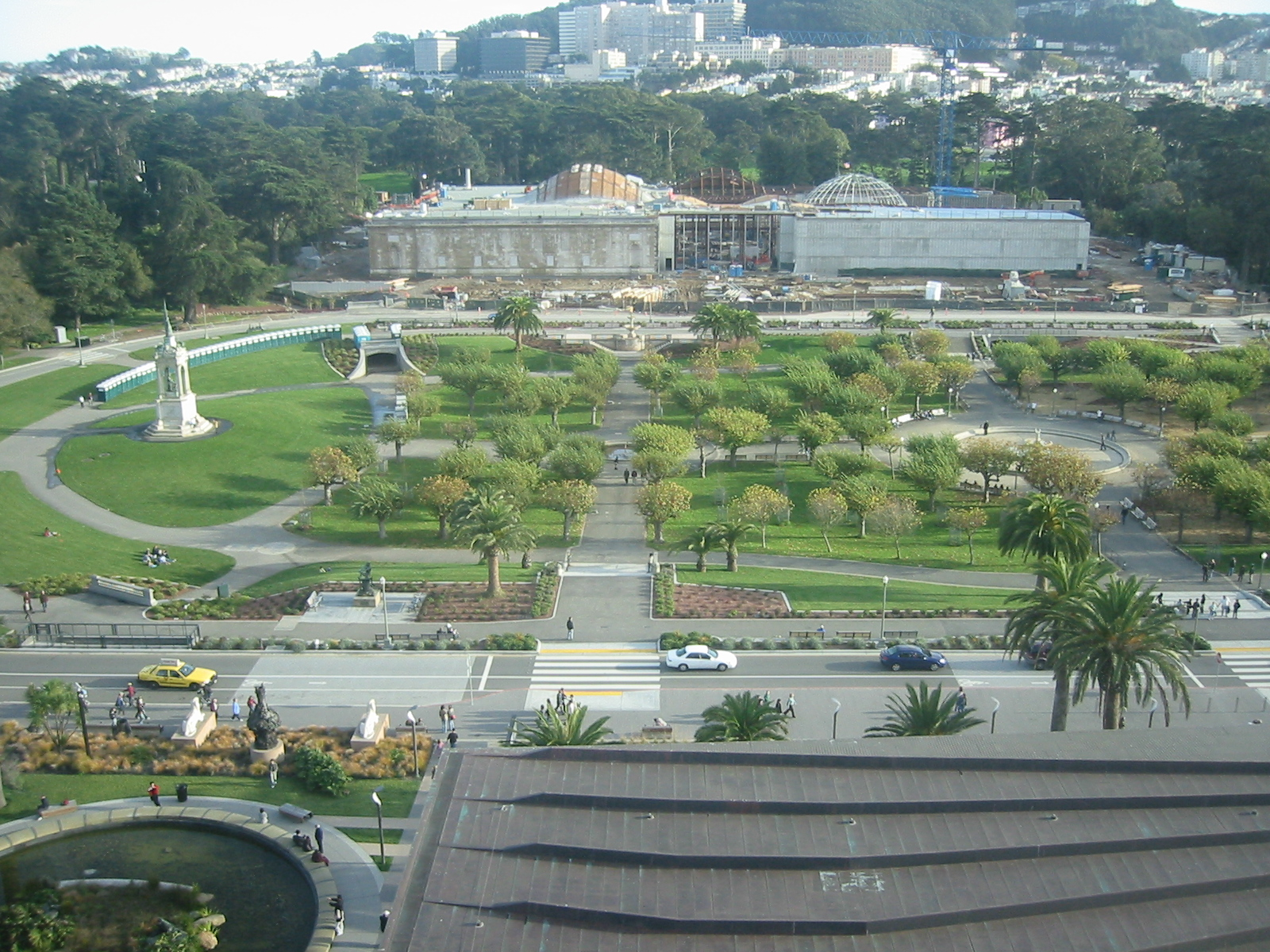
Budova ve výstavbě v roce 2006

Budova California Academy of Sciences slouží pro instituci stejného jména v San Francisku, v USA. Byla navržena architektem Renzem Pianem v roce 2008. Získala ocenění Silver Holcim Award v kategorii Sustainable Construction a Enwiromental Award za unikátní ekologické zpracování a design.
Nové kalifornské centrum vědy nahrazuje seskupení původních dvanácti budov postavených v letech 1916 až 1976, které byly zničeny při zemětřesení v roce 1989.

## Lokalita
California Academy of Sciences je situována v parku Golden Gate v San Francisku. Zahrnuje planetárium, akvárium, muzeum přírodní historie a výzkumné centrum. V blízkosti se nachází de Young Memorial Museum od dvojice Herzog & de Meuron se sbírkami amerického, afrického a tichomořského umění.

## Koncept stavby

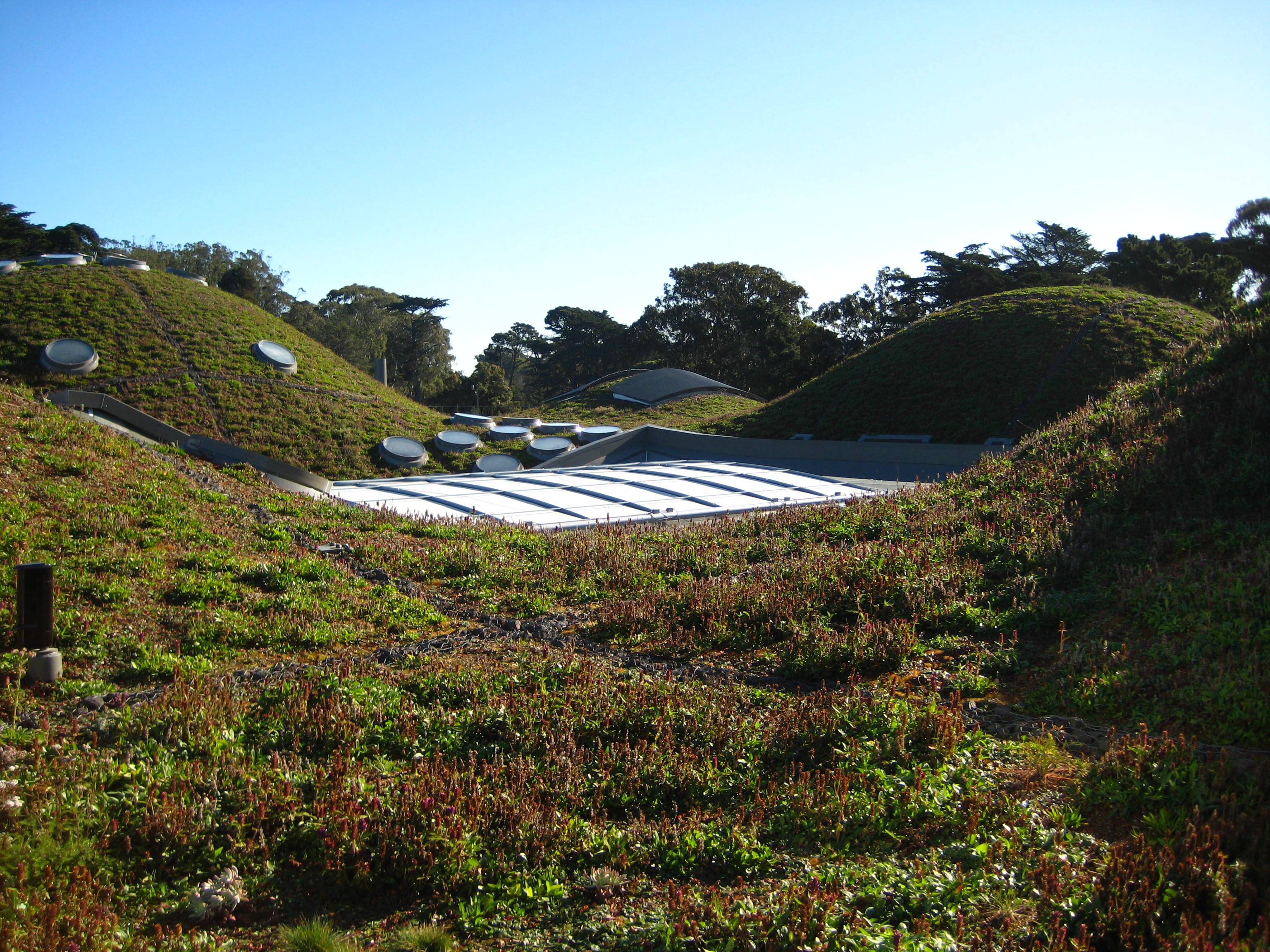
Zelená střecha muzea

Objekty jsou umístěny pod zvlněnou střechou, která reaguje na kopcovitou krajinu v okolí San Francisca. Zároveň tento tvar umožňuje přirozenou ventilaci a osvětlení.
Důležitou roli při architektonickém návrhu sehrála ekologie. Většina použitých materiálů je z obnovitelných zdrojů a byla dovezena ze vzdálenosti kratší než 800 km. Konstrukční ocel obsahuje 95 procent recyklovaného železa. I beton obsahuje recyklovanou škváru a izolace recyklovaný textil. Dřevo pochází také z obnovitelných zdrojů.
Energetická náročnost budovy je o 30 až 35 procent menší než u podobných typů budov této velikosti díky ekologicky navržené skladbě střechy, kde vrstva 15 centimetrů zeminy zajišťuje teplotu interiéru o 6 stupňů nižší než u konvenční střeše. Vrchní vrstva střechy je tvořena zeleným kobercem z místních trav a květin.
Kolem celého půdorysu střechy je veden zasklený baldachýn pokrytý fotovoltaickými články, což přispívá ke snížení energetické spotřeby.

## Funkce
Kalifornské centrum tvoří zelená střecha, která spojuje starší budovy kalifornské akademie spolu z nově vzniklými prostory planetária, pralesa a akvária. Uprostřed dispozice se nachází sklem zastřešené prostranství volně propojené s podélně orientovaným výstavním prostorem. Prostranství tvoří spojovací linii mezi dvěma vstupními vestibulů, které propojují původní budovy akademie.
Na západě je deštný prales imitující ekosystém Bornea, Madagaskaru, Kostariky a Amazonie. Z přízemí vede výtah do válcové zakřiveného akvária představujícího prales při povodních. V podzemí najdou návštěvníci Steinhartovo akvárium navržené newyorským studiem Thinc Design ve spolupráci s Urban A&O se skuplturálním prostorem připomínajícím podmořské dno. Akvárium je v současnosti nejhlubším korálovým akváriem na světě se 795 000litrovými nádržemi tvořícími filipínský podmořský ekosystém. Součástí je i 360stupňová skleněná bublina, díky které návštěvníci mohou zažít pocit z potápění. Na východ od centrálního prostranství je situováno Morrisonovo planetárium s projekcí ve vysokém rozlišení schopnou přijímat přímé přenosy z NASA.

## Konstrukce
Návrh klade velký důraz na transparentnost a vizuální propojení výstavních prostor s okolním parkem. Vzdušnost je také podpořena štíhlými sloupy s výztužným systémem lan a použitými materiály jako sklo s nízkým obsahem železa a světlého pohledového betonu.